# Ferdinand Cheval

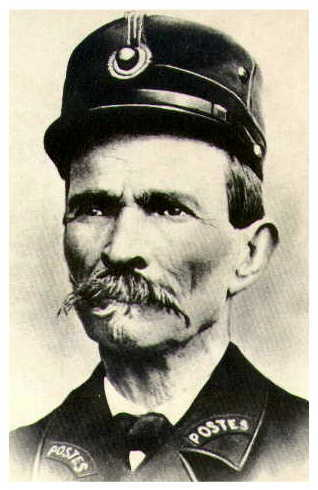
Ferdinand Cheval

Joseph Ferdinand Cheval (* 19. April 1836 in Charmes-sur-l’Herbasse, Département Drôme; † 19. August 1924 in Hauterives, Département Drôme) war ein französischer Postbote und Erbauer des sogenannten „Palais idéal“, das seit 1969 in Frankreich als monument historique (historisches Denkmal) eingestuft ist.

## Leben und Werk
Sein Vater war Jean-François Cheval, ein bescheidener Bauer, der in zweiter Ehe Rose-Françoise Sibert († 21. April 1847) geheiratet hatte. Ferdinand hatte einen Bruder namens François Victor.
Er heiratete am 20. Mai 1858 Rosalie Revol († 1873), eine Wäscherin, mit der er zwei Söhne hatte, Victorin (1864–1865) und Cyril (1866–1912). Am 28. September 1878 heiratete er die Witwe Claire-Philomène Richaud (1838–1914), eine Schneiderin. Sie brachte eine Mitgift, die dem Gehalt eines Briefträgers in zwei Jahren entsprach, sowie ein kleines Grundstück in die Ehe. Ihre gemeinsame Tochter Alice (1879–1894) starb im Alter von 15 Jahren.
Da er nur sechs Jahre zur Schule gegangen war, beherrschte er die französische Orthografie schlecht und schrieb sie phonetisch. Nach seinem Grundschulabschluss begann er als Dreizehnjähriger eine Lehre als Bäcker. Seinem Bruder überließ er den Bauernhof. 1856 wurde er Bäcker in Valence, dann 1859 in Chasselay, einer Gemeinde nördlich von Lyon.
Nach dem Tod seines ersten Sohnes 1865 gab Cheval die Bäckerarbeit auf, die er fast ein Dutzend Jahre ausgeübt hatte. Es wird angenommen, dass die Erfahrungen beim Teigkneten sein späteres Know-how als Konstrukteur beeinflusst hätten. Er wurde Landarbeiter, eine Arbeit, die er bei der Geburt seines zweiten Sohnes wieder aufgab. Vom Elend in die Enge getrieben, bewarb er sich als Briefträger und trat offiziell am 12. Juli 1867 in die Postverwaltung ein. Er wurde nacheinander Briefträger in Anneyron, Peyrins und Bourg-de-Péage. Auf seine Bitte hin wurde er 1869 nach Hauterives versetzt, nur etwa zwölf Kilometer von seinem Heimatdorf entfernt. Er wurde für die „Tournée de Tersanne“ eingesetzt, die jeden Tag einen einsamen, dreißig Kilometer langen Fußmarsch bedingte. Diese Tour machte er bis zu seiner Pensionierung 1896.
Die langen Postwanderungen verkürzte Ferdinand Cheval sich mit seinen Träumereien. Er träumte von einem „Palais idéal“. Dieser Wunsch wurde erst etwa zehn Jahre später Realität. 1879 fiel er bei seiner Tour in Tersanne über einen Stein. Er steckte ihn ein und fand die nächsten Tage und Jahre weitere Steine, die er mit einer Schubkarre abends nach Dienstschluss auf sein Land brachte, wo er ganz allein an seinem bizarren Schloss baute. Die Dorfbewohner bezeichneten ihn als Verrückten:

„Im Departement Drôme lebt ein Mann, der ganz allein einen Palast entworfen, aufgebaut und mit bildnerischem Schmuck versehen hat. Der seltsame Baumeister ist ein schlichter Briefträger aus der Ortschaft Hauterieves, namens Cheval. Er hatte schon von Jugend auf den Plan eines Märchenschlosses in seinem Kopfe ausgearbeitet, aber lange blieb es ein – Luftschloß, bis er einmal einen merkwürdig geäderten Stein fand, der ihm geeignet schien, das richtige Material für seinen abenteuerlichen Bau abzugeben. Und nun begann er das ganze Land abzulaufen, auf Berge zu klettern und im Flußsand zu klauben, um weitere Bausteine zu finden. […] ‚Er ist ein Narr,‘ sagten die Bauern, ‚der seinen Garten mit Steinen vollfüllt.‘ […] Volle sechsundzwanzig Jahre arbeitete er, ohne sich Ruhe zu gönnen, Tag und Nacht an der Vollendung seines Planes. Heute ist der Palast fertig. […] Cheval hat nie irgend einen sachlichen Unterricht im Mauern, geschweige in der Bautechnik genossen […].“

„Das merkwürdigste Schloß in Frankreich ist sicherlich das Palais idéal in Hauterives im Departement Drome. Ferdinand Cheval, ein einfacher, jetzt pensionierter Landbriefträger, hat den phantastischen Bau erdacht und nur mit Hilfe eines einzigen Freundes allein ausgeführt. Auch die Steine dazu hat er auf seinen Dienstgängen selbst gesammelt.“

Nach einer anderen Darstellung wurde Cheval zu seinem Vorhaben angeregt, als er im Frühjahr 1879 in der von ihm zuzustellenden Post auf eine nicht adressierte Architektur-Zeitschrift stieß.
Der Tod seiner Tochter Alice traf ihn zutiefst. Er hatte mit dem Sammeln von Steinen bei ihrer Geburt begonnen, und nun würde sie den fertigen Bau nie sehen.
Ferdinand Cheval baute in jahrzehntelanger Arbeit in Hauterives sein höchst eigenwilliges, unter anderem an orientalische Tempelarchitekturen erinnerndes „Palais idéal“ (1879–1912), das ihm eigentlich als Grabmal dienen sollte. Da er hierfür keine Genehmigung erhielt, errichtete er später im gleichen Stil ein kleineres Grabmal, genannt „Tombeau du silence et du repos sans fin“ auf dem Friedhof von Hauterives (1914–1922). Er wurde dort begraben, nachdem er zwei Jahre nach Fertigstellung im Alter von 88 Jahren gestorben war. Er war zweimal verheiratet, wurde zweimal Witwer, und seine drei Kinder starben vor ihm.
Das vollständig von einem einzigen Mann erbaute Palais Idéal ist 12 Meter hoch und 26 Meter lang. Die verschiedenen Teile wurden mit Kalk, Mörtel, Zement und Metallverstärkungen zusammengebaut und gelten auch als Vorläufer des Stahlbetons.
Die Bauten des „Facteur Cheval“ („Postboten Cheval“) galten zunächst als reine Skurrilität, speziell in Architektenkreisen, sie wurden aber von den Vertretern des Surrealismus, namentlich von André Breton, der Cheval ein Huldigungsgedicht widmete, sehr geschätzt. Später beriefen sich auch andere Außenseiter der Architektur wie Friedensreich Hundertwasser in seinem Verschimmelungsmanifest auf den Landbriefträger. Bis in die Mitte der 1960er Jahre wurden Initiativen, das Werk des Einzelgängers unter Denkmalschutz zu stellen, mehrfach abgelehnt. Dass es 1969 dennoch dazu kam, dürfte einer persönlichen Initiative des damaligen französischen Kulturministers André Malraux zu verdanken sein. Heute werden die Bauten des Landbriefträgers von jährlich über hunderttausend Menschen besucht.

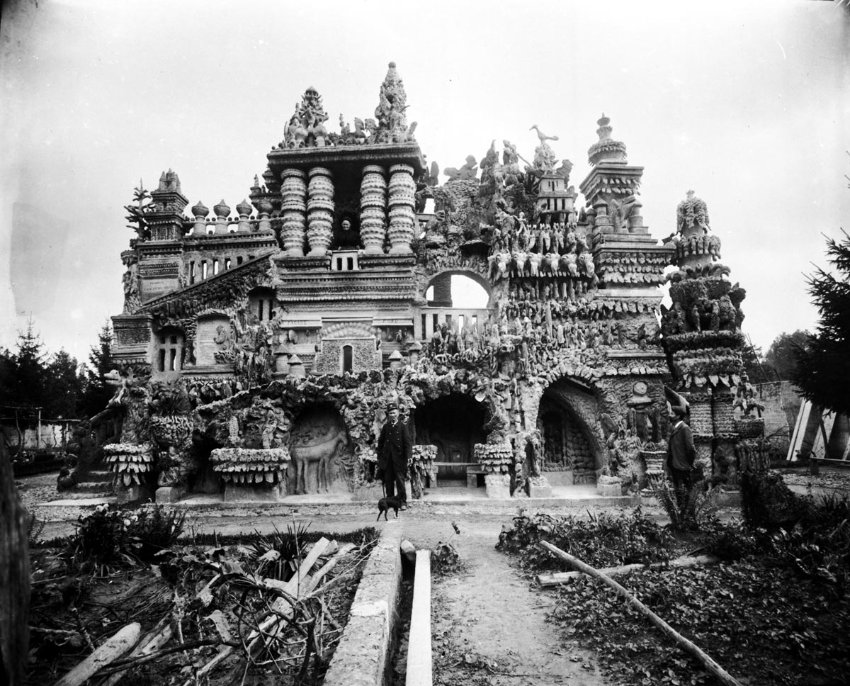
Ferdinand Cheval vor dem Palais idéal (um 1890)
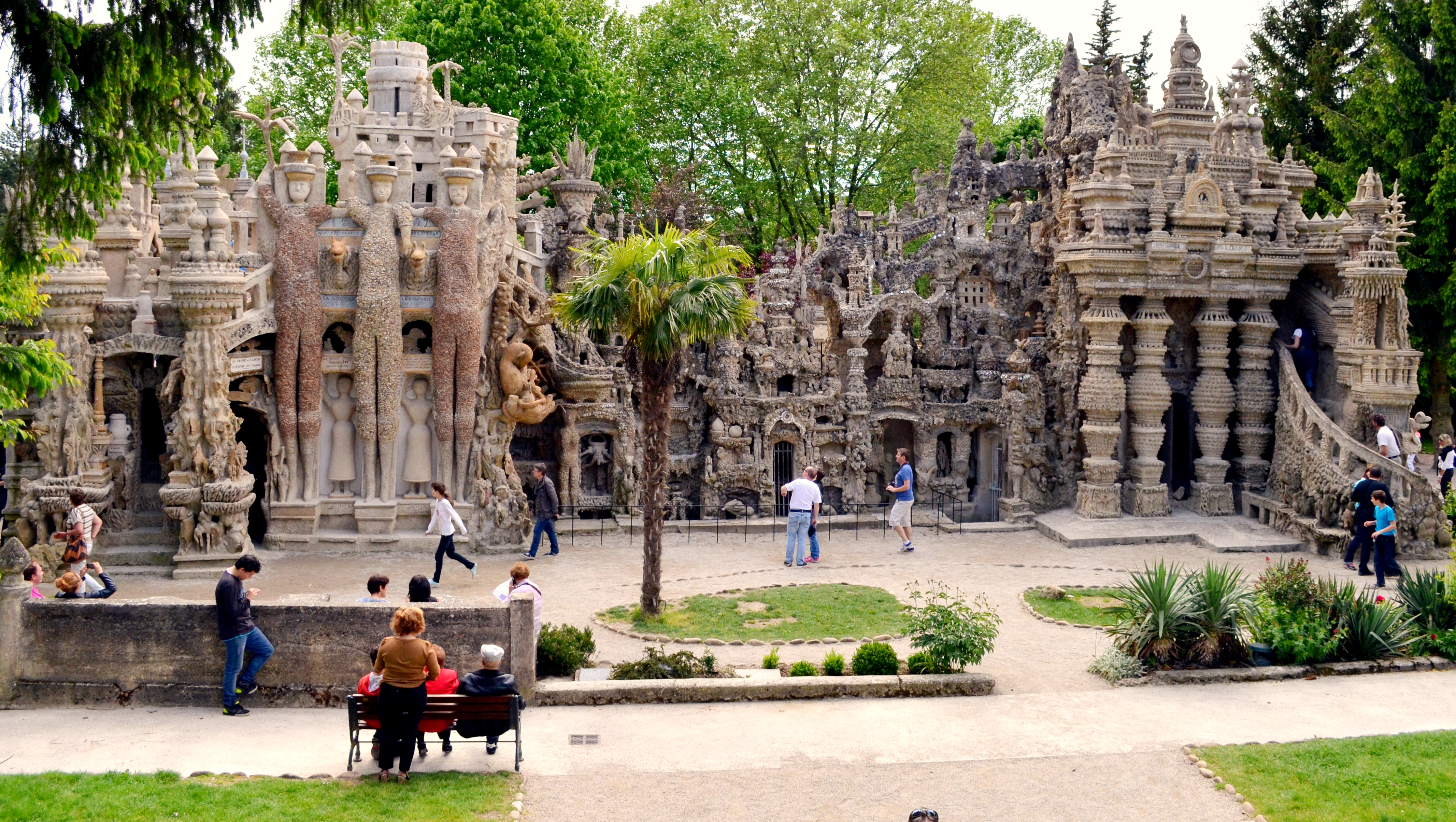
Ostseite des Palais idéal in Hauterives
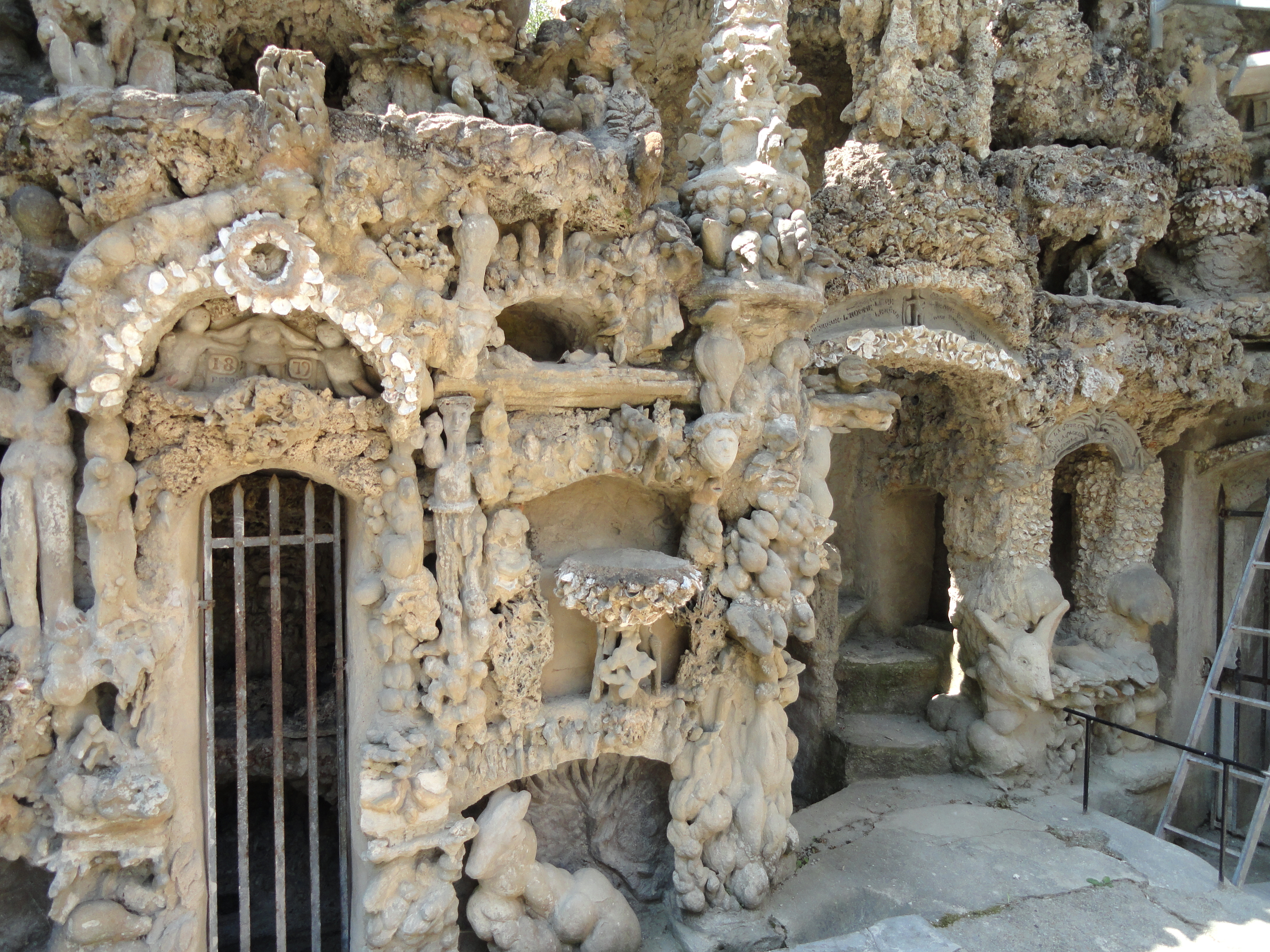
Details der Ostseite
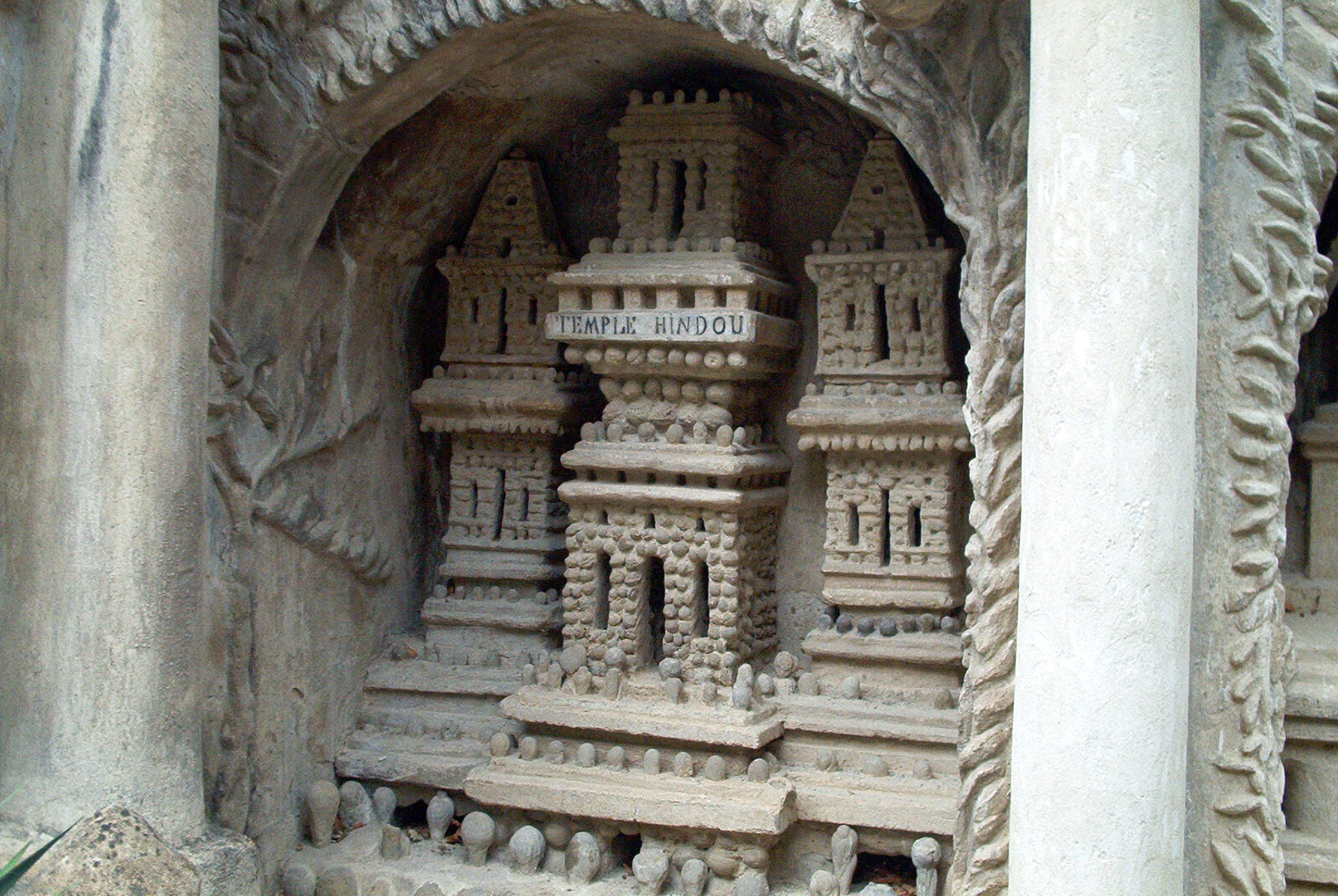
Hindu-Tempel auf der Westseite
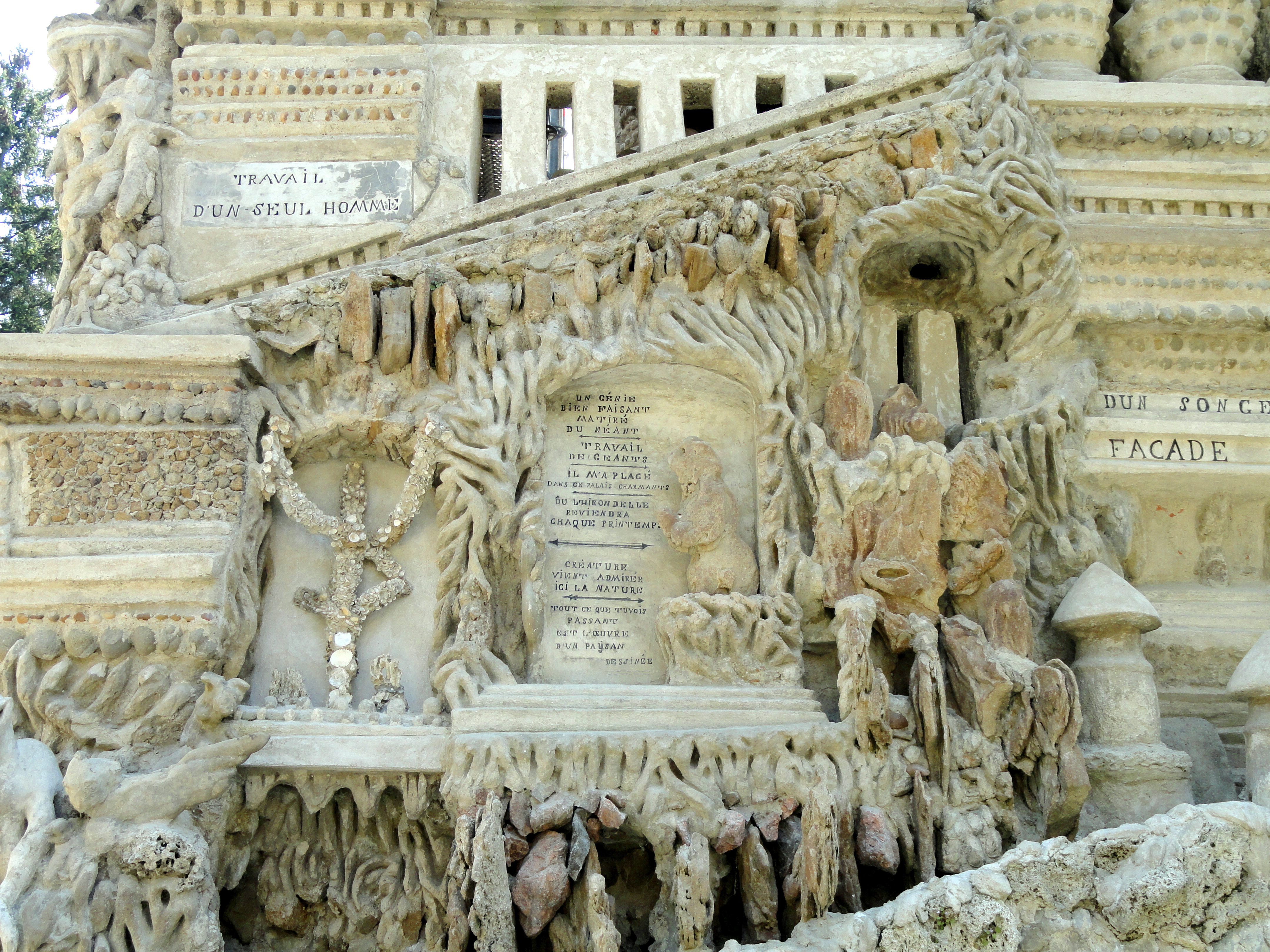
Details mit Inschriften der Nordseite des Palais idéal
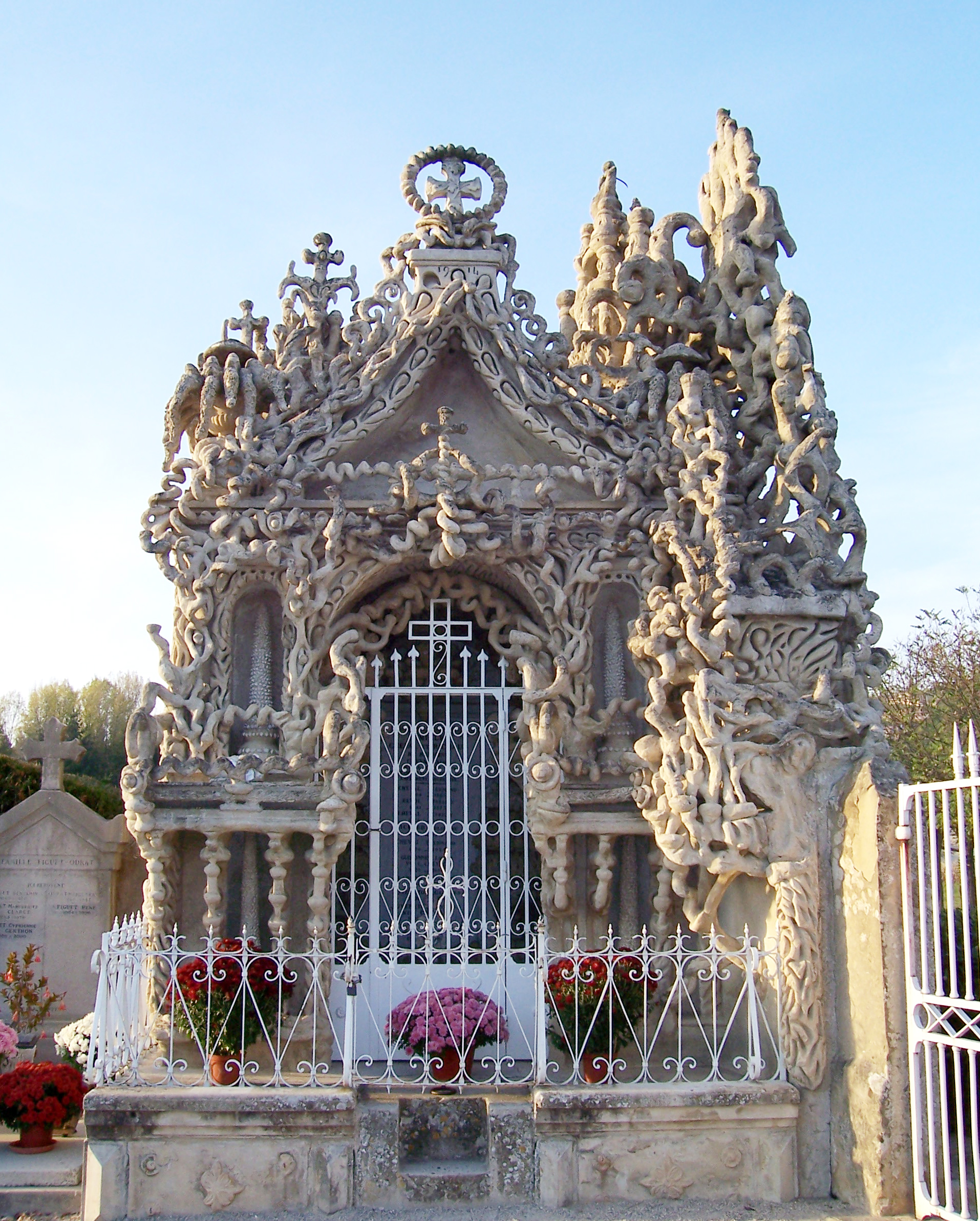
Grabmal auf dem Friedhof von Hauterives

## Ehrungen
1984 ließ die französische Postverwaltung, die 32 Jahre lang Ferdinand Chevals Arbeitgeber war, eine Briefmarke zu Ehren ihres Postboten herausgeben. Diese Briefmarke stellt sein Hauptwerk dar und trägt den Titel: „Palais idéal du facteur Cheval“.
Der deutsche Maler Max Ernst, der während der Besatzung im Ersten Weltkrieg in der Ardèche weilte, war von Chevals Arbeit fasziniert und malte 1932 als Hommage an den Postboten das Bild Le facteur Cheval.
Der spanische Maler Pablo Picasso malte 1937 ebenfalls ein Gemälde als Hommage an den Postboten mit identischem Titel.

## Analogien
Die situationistische Bewegung in den 50er Jahren verglich das Schicksal von Ferdinand Cheval mit Ludwig II. von Bayern: Beide erlebten eine existenzielle Tragödie. Beide bauten Burgen. Beide realisierten ihre Vorstellungen, auch wenn diese von den üblichen Normen abwichen.

## Rezeption
Im September 2018 kam die Lebensgeschichte von Ferdinand Cheval im Spielfilm L’incroyable histoire du facteur Cheval in die französischen Kinos. In der Westschweiz startete der Film am 16. Januar 2019, in der Deutschschweiz am 18. Juli 2019. In Deutschland und Österreich läuft er unter dem Titel Der Palast des Postboten.